# Ejido de la Barranca
Ejido de la Barranca är en ort i Mexiko.   Den ligger i kommunen Dolores Hidalgo och delstaten Guanajuato, i den centrala delen av landet, 260 km nordväst om huvudstaden Mexico City. Ejido de la Barranca ligger 1 905 meter över havet och antalet invånare är 188.
Terrängen runt Ejido de la Barranca är huvudsakligen platt, men söderut är den kuperad. Runt Ejido de la Barranca är det ganska tätbefolkat, med 96 invånare per kvadratkilometer. Närmaste större samhälle är Dolores Hidalgo, 7,6 km väster om Ejido de la Barranca. Trakten runt Ejido de la Barranca består i huvudsak av gräsmarker.